# Philipp Wachter
Philipp Wachter (* 20. Mai 1995 in Garmisch-Partenkirchen) ist ein deutscher Eishockeyspieler, der seit Juli 2025 beim Deggendorfer SC aus der drittklassigen Oberliga unter Vertrag steht und dort auf der Position des Verteidigers spielt. Zuvor war Wachter unter anderem für den SC Riessersee, EC Bad Nauheim, EHC Freiburg und EV Landshut in der DEL2 aktiv.

## Karriere
Philipp Wachter spielte in der Saison 2010/11 für die U18-Mannschaft des SC Riessersee, ehe er für vier Spielzeiten zum EC Bad Tölz wechselte. Dort spielte er für drei Jahre in der U18-Mannschaft, wurde aber in seiner ersten Saison für sechs Spiele an die U18-Mannschaft des TSV Peißenberg entliehen. In seiner vierten und letzten Saison in Bad Tölz wurde er zwar in die U19-Mannschaft übernommen, absolvierte dort jedoch nur vier Spiele. Den Großteil des Spieljahres 2014/15 verbrachte Wachter nämlich im Kader der Oberliga-Mannschaft.
Ab der Saison 2015/16 spielte Wachter wieder für den in seiner Geburtsstadt beheimateten SC Riessersee, wo er anschließend in der DEL2 und Oberliga spielte. Anschließend stand er ab 2021 für zwei Jahre beim EC Bad Nauheim in der DEL2 unter Vertrag, ehe er zur Saison 2023/24 innerhalb der Liga für ein Jahr zum EHC Freiburg wechselte. Im September 2024 sicherte sich der Oberligist EV Lindau die Dienste des Abwehrspielers. Bereits Ende Oktober wurde der Vertrag zwischen beiden Parteien nach nur acht Einsätzen wieder aufgelöst. Wachter blieb danach drei Monate vereinslos, ehe der Verteidiger beim DEL2-Teilnehmer EV Landshut einen neuen Arbeitgeber bis zum Saisonende fand. Zur Spielzeit 2025/26 kehrte er schließlich in die Oberliga Süd zurück, wo er sich diesmal dem Deggendorfer SC anschloss.

## Karrierestatistik
Stand: Ende der Saison 2024/25
(Legende zur Spielerstatistik: Sp oder GP = absolvierte Spiele; T oder G = erzielte Tore; V oder A = erzielte Assists; Pkt oder Pts = erzielte Scorerpunkte; SM oder PIM = erhaltene Strafminuten; +/− = Plus/Minus-Bilanz; PP = erzielte Überzahltore; SH = erzielte Unterzahltore; GW = erzielte Siegtore; 1 Play-downs/Relegation; Kursiv: Statistik nicht vollständig)